# Олексій Будилін
Олексій Будилін  (ест. Aleksei Budõlin, 5 квітня 1976) — естонський дзюдоїст, олімпійський медаліст.

## Виступи на Олімпіадах
| Олімпіада   | Вагова категорія | Місце  |
| ----------- | ---------------- | ------ |
| Сідней 2000 | напівсередня     | =3     |
| Афіни 2004  | напівсередня     | участь |